# فوجیوارا نو آنشی
فوجیوارا نو آنشی ((به ژاپنی: 藤原安子 Fujiwara no Anshi)؛ 927 – ۱۱ ژوئن ۹۶۴) همسر اصلی امپراتور (کوگو) اهل ژاپن بود.